# Qualificazioni al campionato europeo maschile di calcio 1976 - Gruppo 4

## Classifica
| Pos | Squadra   | Pti | G | V | N | P | GF | GS | DR  |
| --- | --------- | --- | - | - | - | - | -- | -- | --- |
| 1   | Spagna    | 9   | 6 | 3 | 3 | 0 | 10 | 6  | +4  |
| 2   | Romania   | 7   | 6 | 1 | 5 | 0 | 11 | 6  | +5  |
| 3   | Scozia    | 7   | 6 | 2 | 3 | 1 | 8  | 6  | +2  |
| 4   | Danimarca | 1   | 6 | 0 | 1 | 5 | 3  | 14 | -11 |

## Risultati
| Data              | Luogo      | Squadra 1 | Risultato | Squadra 2 |
| ----------------- | ---------- | --------- | --------- | --------- |
| 25 settembre 1974 | Copenaghen | Danimarca | 1 - 2     | Spagna    |
| 13 ottobre 1974   | Copenaghen | Danimarca | 0 - 0     | Romania   |
| 20 novembre 1974  | Glasgow    | Scozia    | 1 - 2     | Spagna    |
| 5 febbraio 1975   | Valencia   | Spagna    | 1 - 1     | Scozia    |
| 17 aprile 1975    | Madrid     | Spagna    | 1 - 1     | Romania   |
| 11 maggio 1975    | Bucarest   | Romania   | 6 - 1     | Danimarca |
| 1º giugno 1975    | Bucarest   | Romania   | 1 - 1     | Scozia    |
| 3 settembre 1975  | Copenaghen | Danimarca | 0 - 1     | Scozia    |
| 12 ottobre 1975   | Barcellona | Spagna    | 2 - 0     | Danimarca |
| 29 ottobre 1975   | Glasgow    | Scozia    | 3 - 1     | Danimarca |
| 16 novembre 1975  | Bucarest   | Romania   | 2 - 2     | Spagna    |
| 17 dicembre 1975  | Glasgow    | Scozia    | 1 - 1     | Romania   |